# Villanova Tulo
Villanova Tulo är en ort och kommun i provinsen Sydsardinien i regionen Sardinien i sydvästra Italien. Kommunen hade 1 091 invånare (2017).